# 田中純 (競馬)
田中 純（たなか じゅん、1986年3月5日 -）は、佐賀競馬の騎手である。勝負服の柄は赤、胴白菱山形一本輪。熊本県出身、血液型A型。地方競馬教養センター騎手課程第77期生。同じく佐賀競馬所属の田中直人騎手は実弟。

## 来歴
2003年3月31日付けで地方競馬騎手免許を取得。同年4月29日第2回荒尾競馬1日目第8競走サラブレッド系C2一般戦フミノスコールで初騎乗（9頭立て4番人気6着）。同年5月7日第2回荒尾競馬4日目第7競走サラブレッド系C2一般戦をマヤノトップスで優勝（8頭立て1番人気）し、初勝利。
2005年7月20日第7回荒尾競馬2日目第4競走サラブレッド系C-18組条件戦をフミノモナークで優勝（9頭立て1番人気）し、地方競馬通算100勝達成。
2006年3月20日第20回全日本新人王争覇戦出場（12人中2位）。
2008年2月13日第15回荒尾競馬4日目第6競走サラブレッド系C-20組条件戦をケイズビーナスで優勝（8頭立て1番人気）し、地方競馬通算200勝達成。同年3月4日第16回荒尾競馬3日目大阿蘇大賞典をワイルドコマンダーで優勝（12頭立て5番人気）し、重賞初制覇。
2010年3月2日第16回荒尾競馬2日目第6競走サラブレッド系3歳-1組条件戦をケイウンルビーで優勝（9頭立て2番人気）し、地方競馬通算300勝達成。
2011年12月23日荒尾競馬廃止により騎手を引退。同所属だった牧野孝光と共に、北海道の競走馬育成牧場・追分ファームに就職したが1ヶ月半で退職。その後佐賀競馬場で厩務員を務め、2012年9月29日付で騎手免許を再取得。福山で、9月29日〜12月末まで期間限定で騎乗する。期間中の所属は吉井勝宏厩舎。
2013年1月1日から佐賀競馬場の頼本盛行厩舎に所属。
2015年2月16日から濱田一夫厩舎に所属。
2022年8月27日、第10回佐賀競馬５日目第2競走サラブレッド系C1-14組限定戦をダイメイソテツで優勝（9頭立て1番人気）し、地方競馬通算1,000勝達成。
地方通算成績は8872戦1001勝・2着1036回・3着1033回・勝率11.3%・連対率23.0%（2022年9月16現在）
中央競馬2戦0勝

## 主な騎乗馬
- ワイルドコマンダー（2008年大阿蘇大賞典）
- ダイメイネオ（2011年門松賞）
- オールラウンド（2014年九州ダービー栄城賞）
- スイングエンジン（2014年吉野ヶ里記念）
- ヴィルトグラーフ（2016年九州大賞典）
- スーパージェット（2018年九州ダービー栄城賞）
- ドラゴンゲート（2020年ウインターチャンピオン、佐賀がばいダッシュ）
- テイエムサツマオー（2021年飛燕賞）
- タガノキトピロ（2022年九州クラウン）
- テイエムチェロキー（2022年佐賀王冠賞）
- タガノファジョーロ（2023年佐賀王冠賞、九州大賞典）[11]